# Черна църква (Брашов)
Черната църква (на немски: Schwarze Kirche; на румънски: Biserica Neagră; на унгарски: Fekete templom), известна и като църква на Света Мария, е лутеранска църква в град Брашов, Румъния.
Построена е от трансилванските сакси. Тя е най-голямата постройка в готически стил в страната.

## История
Новата църква е построена на мястото на по-стара. Точната година на започването на строителството е неизвестна, но се знае, че е между 1383 и 1385 г. Строителните работници са били българи. Легендата разказва, че едно немско момче съобщило на един от строителите, че едната стена е наклонена. Работникът изхвърлил момчето от камбанарията и после зарил трупа му, за да прикрие злодеянието си.
Известно е, че първият свещеник, обслужвал църквата, се е казвал Томас (умрял 1410 г.). Неговият гроб днес се намира в мястото за хора в църквата.
Олтарът, по модела на католическите катедрали в Германия, първоначално е имал една колона и поддържаща арка. Строителството на кораба се проточило по-дълго от очакваното, тъй като нееднократно строежът е спиран за доста дълго време. През 1423 г. папа Мартин V издава индулгенция на работниците за продължаване на работата, но през 1473 г. папа Сикст IV я спира.
Приблизително около 1444 г. са завършени октагоналните колони. На една от тях е изрисуван Янош Хуняди, който е един от дарителите на църквата.
Най-интензивната фаза от строежа е около 1450 г., когато са построени множество порти, една от които е северната „Златна врата“ и прилежащият ѝ Олтар на Светата жертва. Източният портал, построен с пожертвования на крал Матияш Корвин е завършен през 1476 г. Църковното светилище е построено в периода 1500-1515 г.
Сградата предсталява типичен образец на готическата архитектура – трикорабна базилика, чиито кораби са еднакво високи. Такива са църквите в Германия, родината на по-голямата част от архитектите и строителите. Църквата има много общи черти с църквата в Себеш, църквата „Свети Михаил“ в Клуж-Напока и доминиканската църква в Кошице.
Католическият период свършва по време на Реформацията, когато под влияние на проповедите на Йоханес Хонтер по-голямата част от населението на града станали лутерани. Днес църквата е протестантски храм.
Сградата е значително повредена от пожар при навлизанието на австрийските войски по време на Голямата турска война. Поради тогавашния си вид църквата получава названието „черна“. След пожара, през 1689 г. църквата е възстановена с помощта на каменоделци от Данциг (дн. Гданск), които я превръщат в барокова постройка. Тогава оригиналната архитектура е силно изменена според модата от 18 век.

## Описание
Черната църква е дълга 89 м и е висока 39 м. Височината на цървата от основата до най-високата точка на единствената камбанария е 65 м. На камбанарията се намира шесттонна камбана, най-голямата в Румъния. Освен това в цървата има орган с 4000 тръби, направен през 1839 г. от майстор Карл Бухолц и голяма колекция от анадолски килими, дарения от саксонските търговци през Средновековието.
По-голямата част от външния изглед на църквата е създадена от рохък пясъчник, поради което резбите силно са пострадали от времето. Най-старите украси са различни скулптури, сводове и каменни резби, украсяващи многото портали. Най-старата скулптура е тази на свети Йоан Кръстител, намираща се в хоровата част. Други скулптури изобразяват основателя на цървата Томас и небесния покровител на Трансилвания Свети Николай. По-новите скулптури, които изпитват влияние от ренесансовото изкуство, се намират на северната стена. Основната изобразява Исус във Втория храм. Статуите на Исус и Мария украсяват герба на Брашов, обърнат към кметството, и се считат за патрони на града.
Частично разрушена фреска (завършена около 1477 г.) се намира на югоизточния портал на църквата. Създадена е по поръчка на крал Матияш Корвин и жена му Беатрис. Сюжетът ѝ е Рождество Христово.
Църквата е главна забележителност на града и музей, открит за гостите му. Всяка неделя се води евангелистко богослужение на местната немска общност.

## Галерия
- Златната врата
- Мария и Исус
- Външни скулптури
- Външни скулптури
- Вид от страната на статуята на Йоханес Хонтер
- Вид отстрани
- Църквата от градския съвет
- Църквата и постройките около нея
- Камбанария
- Часовник